# Местјечко
Местјечко (слч. Mestečko) насељено је мјесто са административним статусом сеоске општине (слч. obec) у округу Пухов, у Тренчинском крају, Словачка Република.

## Становништво
| Година:    | 1994. | 2004.   | 2014.   | 2024.   |
| ---------- | ----- | ------- | ------- | ------- |
| Број људи: | 520   | 506     | 527     | 488     |
| Разлика:   |       | -2,69 % | +4,15 % | -7,40 % |

| Година:    | 2023. | 2024.   |
| ---------- | ----- | ------- |
| Број људи: | 494   | 488     |
| Разлика:   |       | -1,21 % |

Према подацима о броју становника из 2024. године насеље је имало 488 становника.